# Pepín
José Ndong Machín Dicombo (* 14. August 1996 in Bata) ist ein äquatorialguineisch-spanischer Fußballspieler.

## Karriere

### Verein
Pepín begann seine Profikarriere beim FC Málaga in Spanien, wo er 2014 für die viertklassigen Zweitmannschaft Atlético Malagueño spielte. Im Januar 2015 wechselte er nach Italien zur AS Rom, wo er jedoch nur in der Jugend zum Einsatz kam.
Im August 2016 wurde er an den Zweitligisten Trapani Calcio verliehen. Nach sieben Ligaspielen für Trapani wurde er im Januar 2017 an den Schweizer Erstligisten FC Lugano weiterverliehen.
Im Juli 2017 wurde er erneut verliehen, diesmal wieder in Italien an den Zweitligisten Brescia Calcio. Im Januar 2018 wurde die Leihe mit Brescia beendet und Pepín wechselte auf Leihbasis zu Delfino Pescara 1936. Dieser verpflichtete ihn fest und gab ihn leihweise weiter an Parma Calcio.
Im Sommer 2019 unterschrieb er dann einen Vertrag bei Parma Calcio. Er wurde erneut an Delfino Pescara 1936 und in der Winterpause an den AC Monza verliehen. Letzterer Verein verpflichtete den Spieler im Anschluss an die Leihe fest. Im Januar 2021 wechselte er bis Saisonende auf Leihbasis erneut zu Delfino Pescara 1936.

### Nationalmannschaft
Pepín ist für A-Nationalmannschaft Äquatorialguineas aktiv. Sein Debüt gab er bei der 0:2-Niederlage am 12. November 2015 im WM-Qualifikationsspiel in Marokko.